# Brogden
Brogden és una concentració de població designada pel cens dels Estats Units a l'estat de Carolina del Nord. Segons el cens del 2007 tenia 2.914 habitants.

## Demografia
Segons el cens del 2000, Brogden tenia 2.907 habitants, 1.030 habitatges i 784 famílies. La densitat de població era de 519,6 habitants per km².
Dels 1.030 habitatges en un 35,9% hi vivien nens de menys de 18 anys, en un 49,6% hi vivien parelles casades, en un 21,8% dones solteres, i en un 23,8% no eren unitats familiars. En el 18% dels habitatges hi vivien persones soles el 5% de les quals corresponia a persones de 65 anys o més que vivien soles. El nombre mitjà de persones vivint en cada habitatge era de 2,82 i el nombre mitjà de persones que vivien en cada família era de 3,17.
Per edats la població es repartia de la següent manera: un 28,1% tenia menys de 18 anys, un 9,7% entre 18 i 24, un 28,8% entre 25 i 44, un 25,2% de 45 a 60 i un 8,2% 65 anys o més.
L'edat mediana era de 35 anys. Per cada 100 dones de 18 o més anys hi havia 88,5 homes.
La renda mediana per habitatge era de 32.875 $ i la renda mediana per família de 35.804 $. Els homes tenien una renda mediana de 25.545 $ mentre que les dones 19.828 $. La renda per capita de la població era de 15.293 $. Entorn del 13,6% de les famílies i el 15,1% de la població estaven per davall del llindar de pobresa.

## Poblacions més properes
El següent diagrama mostra les poblacions més properes.